# Jørgen Sonne (forfatter)
 Der er flere personer med dette navn, se Jørgen Sonne (maler).
Jørgen Jacobsen Sonne eller mest kendt som Jørgen Sonne (født 15. oktober 1925 i København, død 9. september 2015) var en dansk digter, forfatter og oversætter.

## Uddannelse og hverv
Han blev student i 1944 fra Østre Borgerdyd Gymnasium og i 1951 cand.mag. i historie og engelsk med speciale i C.F. Tietgen og Privatbanken fra Københavns Universitet. Underviste på gymnasium og ved tre universiteter. I 1946 debuterede han som digter i Ekstrabladet, og fik sin debut i bogform med Korte digte i 1950.
Ud over sin skønlitterære forfattervirksomhed har Jørgen Sonne foretaget mange oversættelser fra engelsk og amerikansk, fransk, tysk og spansk af forfattere tilbage fra 1340 og frem til i dag. Han var redaktør på adskillige antologier.
I flere år fungerede han desuden som radiomedarbejder, og han var kortvarigt i 1980'erne lyrikanmelder på Weekendavisen. I 1950'erne udstillede han billeder på Kunstnernes Efterårsudstilling og Den Frie Udstilling, og i 1990'erne har han udstillet montager ved flere udstillinger.
Jørgen Sonne var i en kort periode vicepræsident og præsident for Pen Club.
I 2000 blev han æresdoktor ved Roskilde Universitet.

## Priser og legater
- 2009: Leo Estvads Legat
- 2006: Aage Barfoeds og Frank Lunds legat
- 2000: Æresdoktor: i filosofi ved Institut for sprog og Kultur, RUC
- 1995: Festskrift. "Denne Sonne." Red. af Per Olaen og Søren Schou
- 1995: Statens Kunstfond. Produktionspræmie (uden ansøgning); Det Danske Akademis Oversætterpris
- 1994: Johannes Ewalds Legat
- 1992: Statens Kunstfond. Produktionspræmie (uden ansøgning); Morten Nielsens Mindelegat
- 1988: Svensk-dansk Humanistisk Pris
- 1986: Statens Kunstfond. Produktionspræmie (uden ansøgning)
- 1985: Statens Kunstfond. Engangsydelse
- 1984: Statens Kunstfond. Produktionspræmie (uden ansøgning)
- 1983: Statens Kunstfond. Produktionspræmie (uden ansøgning)
- 1982: Adam Oehlenschläger Legatet
- 1977: Statens Kunstfond. Produktionspræmie (uden ansøgning)
- 1976: Emil Aarestrup Medaillen; Statens Kunstfond. Engangsydelse; Det Danske Akademis Store Pris
- 1972: Statens Kunstfond. Produktionspræmie (uden ansøgning); Statens Kunstfond. Engangsydelse
- 1969: Statens Kunstfond. Engangsydelse
- 1967: Statens Kunstfond. Livsvarig ydelse; Jeanne og Henri Nathansens Fødselsdagslegat; Gyldendals Boglegat
- 1966: Helge Rode Legatet; Holger Drachmann-legatet
- 1965: Statens Kunstfond. Produktionspræmie (uden ansøgning)
- 1964: Statens Kunstfond. Produktionspræmie (uden ansøgning); Otto Benzons Forfatterlegat
- 1963: Madame Hollatz Legat
- 1954: Carl Møllers Legat

Kilde: Kraks Blå Bog